# ブレスケア
ブレスケアは、小林製薬が販売している息清涼製品。

## 概要
清涼成分（メントール、パセリオイル）を配合したカプセルである。水で飲むカプセルのものから、噛むタイプのものまで製造されている。ニンニク料理やアルコールなどの飲食後や、タバコを吸った後などに利用されることが多い。臭いのもとである腹の中に直接届くのが特徴。
古代ギリシャ人の知恵を詰め込み、1粒に10枚分のパセリオイルが配合されている。

## 製品ラインアップ
- ブレスケア
- 噛むブレスケア
- SPEED（スピード）ブレスケア
- タバコブレスケア
- ブレスケアフィルム
- ブレスケア舌クリン
- ブレスパルファム リンスタイプ
- ブレスパルファム はじけるカプセル
- ブレスケア さらくちだま